# Ida Ljungqvist
Ida Ljungqvist (Tanzania, 27 september 1981) is een Tanzaniaans-Zweeds model.

## Biografie
In 2008 verscheen ze in Playboy. Sindsdien werkt Ljungvist bij een non-profitorganisatie. Ljungqvist heeft een diploma modedesign en marketing en spreekt vlot Engels, Zweeds en Swahili.